# Indische Badmintonmeisterschaft 2022/23
Die Indische Badmintonmeisterschaft der Saison 2022/2023 fand vom 22. Februar bis zum 28. Februar 2023 in Pune statt. Es war die 84. Austragung der nationalen Titelkämpfe im Badminton in Indien.

## Medaillengewinner
| Disziplin    | Gold                                        | Silber                       | Bronze                                             |
| ------------ | ------------------------------------------- | ---------------------------- | -------------------------------------------------- |
| Herreneinzel | Mithun Manjunath                            | Priyanshu Rajawat            | Harsheel Dani                                      |
| Herreneinzel | Mithun Manjunath                            | Priyanshu Rajawat            | Srikanth Kidambi                                   |
| Dameneinzel  | Anupama Upadhyaya                           | Aakarshi Kashyap             | Ashmita Chaliha                                    |
| Dameneinzel  | Anupama Upadhyaya                           | Aakarshi Kashyap             | Adita Rao                                          |
| Herrendoppel | Kushal Raj S. Prakash Raj S.                | Deep Rambhiya Akshan Shetty  | Hariharan Amsakarunan Ruban Kumar Rethinasabapathi |
| Herrendoppel | Kushal Raj S. Prakash Raj S.                | Deep Rambhiya Akshan Shetty  | Pavithra Naveen Lokesh Viswanathan                 |
| Damendoppel  | Treesa Jolly Gayathri Gopichand             | Kavya Gupta Deepshikha Singh | Arul Bala Radhakrishnan Varshini Viswanath Sri     |
| Damendoppel  | Treesa Jolly Gayathri Gopichand             | Kavya Gupta Deepshikha Singh | Simran Singhi Ritika Thaker                        |
| Mixed        | Hema Nagendra Babu Thandarang Kanika Kanwal | Siddarth Elango Khushi Gupta | Manu Attri Maneesha Kukkapalli                     |
| Mixed        | Hema Nagendra Babu Thandarang Kanika Kanwal | Siddarth Elango Khushi Gupta | Arjun Kumar Reddy Pooja Dandu                      |